# 紅磡健康院

紅磡健康院位於香港九龍，前紅磡官立小學則，於1955年啟用。專門為紅磡及黃埔區的街坊提供門診的服務，由於新的九龍城政府合署快將啟用，紅磡健康院將於新的綜合大樓落成後遷往該處，提供更便捷而舒適的服務。